# Bronwen Watson
Bronwen Watson (Milton, 23 de febrero de 1977) es una deportista australiana que compitió en remo.
Ganó tres medallas en el Campeonato Mundial de Remo entre los años 2003 y 2008. Participó en los Juegos Olímpicos de Londres 2012, ocupando el quinto lugar en la prueba de doble scull ligero.

## Palmarés internacional
| Campeonato Mundial | Campeonato Mundial   | Campeonato Mundial | Campeonato Mundial  |
| Año                | Lugar                | Medalla            | Prueba              |
| ------------------ | -------------------- | ------------------ | ------------------- |
| 2003               | Milán (Italia)       | Medalla de bronce  | Cuatro scull ligero |
| 2007               | Múnich (Alemania)    | Medalla de oro     | Cuatro scull ligero |
| 2008               | Ottensheim (Austria) | Medalla de oro     | Cuatro scull ligero |